# マキシム・デ・カイペル
マクシム・デ・カイペル（Maxim De Cuyper, 2000年12月22日 - ）は、ベルギー・クノック＝ヘイスト出身のプロサッカー選手。ベルギー代表。ブライトン・アンド・ホーヴ・アルビオンFC所属。ポジションはディフェンダー、ミッドフィールダー。

## 経歴

### クラブ
ハイストを経て、2008年にクラブ・ブルッヘの下部組織へ入団した。
2020年2月20日、UEFAヨーロッパリーグのベスト32マンチェスター・ユナイテッド戦で73分までプレイし、トップチームデビュー。
その後はベルギーカップ1試合に出場した他はリザーヴチームでのプレイが続き、2021-22シーズン開幕前の8月2日、出場機会を求めてウェステルローに1シーズンのローン移籍。ローン契約が延長され、2022-23シーズンもウェステルローでプレイすることとなった。
クラブ・ブルッヘに復帰すると、2シーズン主力として活躍し、2023-24シーズンのリーグ制覇などに貢献した。
2025年7月5日、イングランドのブライトン・アンド・ホーヴ・アルビオンに完全移籍。5年契約で、移籍金は1,750万ポンドと報じられている。

### 代表
2023年のUEFA U-21欧州選手権ではグループステージの全3試合にフル出場し、ジョージア戦では1ゴール1アシストを記録したが、チームは最下位で敗退した。
2024年6月5日、モンテネグロとの親善試合でA代表初キャップ。
UEFA EURO 2024に臨むメンバーに選出されたが、この大会での出場機会はなかった。

## 個人成績

### クラブ
| 国内大会個人成績 | 国内大会個人成績 | 国内大会個人成績 | 国内大会個人成績 | 国内大会個人成績 | 国内大会個人成績 | 国内大会個人成績 | 国内大会個人成績 | 国内大会個人成績 | 国内大会個人成績 | 国内大会個人成績 | 国内大会個人成績 |
| 年度             | クラブ           | 背番号           | リーグ           | リーグ戦         | リーグ戦         | リーグ杯         | リーグ杯         | オープン杯       | オープン杯       | 期間通算         | 期間通算         |
| 年度             | クラブ           | 背番号           | リーグ           | 出場             | 得点             | 出場             | 得点             | 出場             | 得点             | 出場             | 得点             |
| ベルギー         | ベルギー         | ベルギー         | ベルギー         | リーグ戦         | リーグ戦         | リーグ杯         | リーグ杯         | ベルギー杯       | ベルギー杯       | 期間通算         | 期間通算         |
| ---------------- | ---------------- | ---------------- | ---------------- | ---------------- | ---------------- | ---------------- | ---------------- | ---------------- | ---------------- | ---------------- | ---------------- |
| 2020-21          | クラブ・ブルッヘ | 55               | ファーストA      | 0                | 0                | -                | -                | 1                | 0                | 1                | 0                |
| 2021-22          | ウェステルロー   | 11               | ファーストB      | 25               | 6                | -                | -                | 3                | 0                | 28               | 6                |
| 2022-23          | ウェステルロー   | 11               | ファーストA      | 39               | 9                | -                | -                | 1                | 0                | 40               | 9                |
| 2023-24          | クラブ・ブルッヘ | 55               | ファーストA      | 37               | 3                | -                | -                | 2                | 0                | 39               | 3                |
| 2024-25          | クラブ・ブルッヘ | 55               | ファーストA      | 37               | 3                | -                | -                | 5                | 0                | 42               | 3                |
| イングランド     | イングランド     | イングランド     | イングランド     | リーグ戦         | リーグ戦         | FLカップ         | FLカップ         | FAカップ         | FAカップ         | 期間通算         | 期間通算         |
| 2025-26          | ブライトン       | 29               | プレミアリーグ   |                  |                  |                  |                  |                  |                  |                  |                  |
| 通算             | ベルギー         | ベルギー         | ファーストA      | 113              | 15               | -                | -                | 9                | 0                | 122              | 15               |
| 通算             | ベルギー         | ベルギー         | ファーストB      | 25               | 6                | -                | -                | 3                | 0                | 28               | 6                |
| 通算             | イングランド     | イングランド     | プレミアリーグ   |                  |                  |                  |                  |                  |                  |                  |                  |
| 総通算           | 総通算           | 総通算           | 総通算           | 138              | 21               | 0                | 0                | 12               | 0                | 150              | 21               |

### 代表
| ベルギー代表 | 国際Aマッチ | 国際Aマッチ |
| 年           | 出場        | 得点        |
| ------------ | ----------- | ----------- |
| 2024         | 6           | 1           |
| 2025         | 4           | 2           |
| 通算         | 10          | 3           |

#### ゴール
| #  | 年月日         | 開催地                                            | 対戦国       | 勝敗 | 試合概要                                           |
| -- | -------------- | ------------------------------------------------- | ------------ | ---- | -------------------------------------------------- |
| 1. | 2024年10月10日 | スタディオ・オリンピコ・ディ・ローマ（ イタリア） | イタリア     | △2-2 | UEFAネーションズリーグ2024-25・リーグA             |
| 2. | 2025年3月23日  | セゲカ・アレーナ（ ベルギー）                     | ウクライナ   | ○3-0 | UEFAネーションズリーグ2024-25・昇格/降格プレーオフ |
| 3. | 2025年6月6日   | トシェ・プロエスキ・アレナ（ 北マケドニア）       | 北マケドニア | △1-1 | 2026 FIFAワールドカップ・ヨーロッパ予選グループJ   |

## タイトル

### クラブ
クラブ・ブルッヘ
- ベルギー・スーパーカップ（2021）
- ベルギー・ファースト・ディビジョンA（2023-24）[6]
- ベルギーカップ（2024-25）

ウェステルロー
- ベルギー・ファースト・ディビジョンB（2021-22）